# Munguía
Munguía (em castelhano) ou Mungia (em basco) é um município da Espanha na província da Biscaia, comunidade autónoma do País Basco. Faz parte da comarca de Uribe e tem 52,1 km² de área.[carece de fontes?] Em 2021 tinha 17 701 habitantes (densidade: 339,8 hab./km²).
Pertence à rede das Cidades Cittaslow.